# Dala-Järna Idrottsklubb
O Dala-Järna Idrottsklubb, ou simplesmente Dala-Järna IK, é um clube de futebol da Suécia fundado em 1902. Sua sede fica localizada em Dala-Järna.